# Synagrops trispinosus
Synagrops trispinosus är en fiskart som beskrevs av Kenji Mochizuki och Sano, 1984. Synagrops trispinosus ingår i släktet Synagrops och familjen Acropomatidae. Inga underarter finns listade i Catalogue of Life.